# Cinacanthus freudei
Cinacanthus freudei är en skalbaggsart som beskrevs av S. Endrödi 1957. Cinacanthus freudei ingår i släktet Cinacanthus och familjen Aphodiidae. Utöver nominatformen finns också underarten C. f. longidoensis.